# عبرين
عبرين هي إحدى القرى اللبنانية من قرى قضاء البترون في محافظة الشمال، ترتفع حوالي ٤٥٠ متراً عن سطح البحر وتبعد ٥ كيلومتر عن مركز القضاء "البترون"، عدد الناخبين فيها حوالي ١٨٠٠-١٩٠٠ ناخب موزعين بين ذكور واناث.